# Daniel Marot
Daniel Marot, francosko-nizozemski baročni arhitekt, oblikovalec in graver, * 1661, † 1752.
Njegov učitelj je bil Jean le Pautre; tudi njegov oče, Jean Marot (1620-1679), je bil arhitekt in graver.